# アシュラフ・ヌーマン
アシュラフ・ヌーマン（アラビア語: أشرف نعمان الفواغرة, 1986年7月29日 - ）はパレスチナ・ベツレヘム出身のサッカー選手。

## 来歴
AFCチャレンジカップ2014準決勝のアフガニスタン戦で2ゴール、決勝戦のフィリピン戦で決勝ゴールを決め、パレスチナ代表初の主要タイトル獲得に貢献した。ヌーマンは5試合4得点で大会得点王に輝いた。

## 所属クラブ
- 2004年 - 2012年  タルジー・ワーディ・アル・ニース
- 2012年 - 2013年  アル・ファイサリー・アンマン
- 2013年 - 2014年  タルジー・ワーディ・アル・ニース
- 2014年 - 2015年  アル・ファイサリー・ハルマ
- 2015年 - 2016年  アル・ワフダート・クラブ

→2016年  ハジェルFC（期限付き移籍）
- 2017年  シャバーブ・アル・ハリールSC
- 2017年 - 2020年  タルジー・ワーディ・アル・ニース
- 2020年 - 2021年  マルカズ・バラータ
- 2021年 - 2023年  タルジー・ワーディ・アル・ニース
- 2023年 -  アハリ・アル・ハリール

## タイトル

### パレスチナ代表
- AFCチャレンジカップ 優勝 (1) : 2014

### 個人
- AFCチャレンジカップ 得点王 (1) : 2014